# Isbjørnejagten
Isbjørnejagten è un cortometraggio muto del 1907. Alcune fonti riportano come regista Viggo Larsen e titolano il film Isbjørnejagt.

## Produzione
Il film fu prodotto dalla Nordisk Film Kompagni.

## Distribuzione
In Danimarca, il film - un cortometraggio della lunghezza di 190 metri - uscì nelle sale cinematografiche il 15 febbraio 1907.